# العلاقات الكوستاريكية الكينية
العلاقات الكوستاريكية الكينية هي العلاقات الثنائية التي تجمع بين كوستاريكا وكينيا.

## مقارنة بين البلدين
هذه مقارنة عامة ومرجعية للدولتين:
| وجه المقارنة                                              | كوستاريكا                                 | كينيا                         |
| --------------------------------------------------------- | ----------------------------------------- | ----------------------------- |
| المساحة (كم2)                                             | 51.10 ألف                                 | 581.31 ألف                    |
| عدد السكان (نسمة)                                         | 4.91 مليون                                | 48.47 مليون                   |
| الكثافة السكانية (ن./كم²)                                 | 96.09                                     | 83.38                         |
| العاصمة                                                   | سان خوسيه                                 | نيروبي                        |
| اللغة الرسمية                                             | اللغة الإسبانية                           | اللغة السواحلية، لغة إنجليزية |
| العملة                                                    | كولون كوستاريكي                           | شيلينغ كيني                   |
| الناتج المحلي الإجمالي (بليون دولار)                      | 57.06 مليار                               | 74.94 مليار                   |
| الناتج المحلي الإجمالي (تعادل القوة الشرائية) بليون دولار | 74.98 مليار                               | 142.24 مليار                  |
| الناتج المحلي الإجمالي الاسمي للفرد دولار أمريكي          | 11.26 ألف                                 | 1.38 ألف                      |
| الناتج المحلي الإجمالي للفرد دولار أمريكي                 | 14.92 ألف                                 | 2.95 ألف                      |
| مؤشر التنمية البشرية                                      | 0.766                                     | 0.548                         |
| رمز المكالمات الدولي                                      | +506                                      | +254                          |
| رمز الإنترنت                                              | .cr، قائمة نطاقات المستوى الأعلى للإنترنت | .ke                           |
| المنطقة الزمنية                                           | 00                                        | ت ع م+03:00                   |

## منظمات دولية مشتركة
يشترك البلدان في عضوية مجموعة من المنظمات الدولية، منها:
| علم المنظمة | اسم المنظمة                               | تاريخ انضمام كوستاريكا | تاريخ انضمام كينيا |
| ----------- | ----------------------------------------- | ---------------------- | ------------------ |
|             | منظمة التجارة العالمية                    | ?                      | 1995               |
|             | الاتحاد الدولي للاتصالات                  | 13 سبتمبر 1932         | 11 أبريل 1964      |
|             | المركز الدولي لتسوية المنازعات الاستشارية | 27 مايو 1993           | 2 فبراير 1967      |
|             | مؤسسة التنمية الدولية                     | 30 يونيو 1961          | 3 فبراير 1964      |
|             | منظمة حظر الأسلحة الكيميائية              | ?                      | ?                  |
|             | يونسكو                                    | 19 مايو 1950           | 7 أبريل 1964       |
|             | الأمم المتحدة                             | 2 نوفمبر 1945          | 16 ديسمبر 1963     |
|             | وكالة ضمان الاستثمار متعدد الأطراف        | 8 فبراير 1994          | 28 نوفمبر 1988     |
|             | البنك الدولي للإنشاء والتعمير             | 8 يناير 1946           | 3 فبراير 1964      |
|             | الاتحاد البريدي العالمي                   | ?                      | ?                  |
|             | مؤسسة التمويل الدولية                     | 20 يوليو 1956          | 3 فبراير 1964      |
|             | منظمة الشرطة الجنائية الدولية             | ?                      | ?                  |
|             | الفريق المعني برصد الأرض                  | ?                      | ?                  |

## وصلات خارجية
- موقع وزارة الخارجية الكوستاريكية
- موقع وزارة الخارجية الكينية